# Fusedmarc
Fusedmarc – litewski zespół muzyczny założony w Wilnie, reprezentant Litwy podczas 62. Konkursu Piosenki Eurowizji (2017).

## Kariera muzyczna
Zespół w 2004 założyli wokalistka Wiktorija Iwanowskaja, gitarzysta Vladas Dieninis, multiinstrumentalista Denis Zujew i projektant wizualny Stasys Žak. Oprócz języka litewskiego, członkowie zespołu potrafią również porozumiewać się w języku polskim, rosyjskim i angielskim.
30 marca 2005 zespół wydał swój debiutancki album EP zatytułowany Contraction. W tym samym roku twórczość zespołu okrzyknięto przełomową dla litewskiej sceny alternatywnej, w 2007 grupę uznano za najlepszy zespół muzyki eksperymentalnej podczas gali rozdania nagród „A-LT”, a w 2008 przyznano mu nagrodę dla najlepszego litewskiego zespołu elektronicznego. Zespół uczestniczył w takich festiwalach muzycznych, jak Klusa Daba w Rydze (2005), Elektronik Balticum w Dortmundzie (2006), Sziget w Budapeszcie (2007), Eurosonic w Groningen (2008) czy Kumu ÖÖ i Plektrum w Tallinie (2008). W 2007 grupa wydała wydawnictwo EP Promo Release zawierające sześć utworów zespołu, a w 2010 minialbum Tear & Tie Remixes By IJO zawierający pięć remiksów utworu „Tear & Tie”.
W 2017 podczas pre-eliminacji, półfinału oraz finału litewskich selekcji eurowizyjnych „Eurovizijos“ dainų konkurso nacionalinė atranka zespół zaprezentował utwór „Rain of Revolution”. Utwór napisali Denis Zujew i Michail Levin, którym przy tworzeniu kompozycji towarzyszyła Wiktorija Iwanowskaja. Kompozycja zwyciężyła po zdobyciu łącznie 24 punktów (12 od jurorów i 12 od widzów), a zespół został reprezentantem Litwy podczas 62. Konkursu Piosenki Eurowizji. Utwór został wydany jako singel w formacie digital download na iTunes Store 29 marca 2017 nakładem wytwórni płytowej Universal Music Group.
W kwietniu 2017 zespół wyruszył w mini trasę promocyjną po Europie, obejmującą występy między innymi podczas Spain Eurovision Pre-Party w Madrycie, Israel Calling w Tel-Awiwie oraz Eurovision in Concert w Amsterdamie. 11 maja zespół wystąpił z szesnastym numerem startowym w drugim półfinale 62. Konkursu Piosenki Eurowizji i nie zakwalifikował się do finału, zajmując ostatecznie siedemnaste miejsce i zdobywając 42 punkty (25 od telewidzów i 17 od jurorów).

## EP
| Rok  | Dane dot. albumu                                                                          |
| ---- | ----------------------------------------------------------------------------------------- |
| 2005 | Contraction - Wydany: 30 marca 2005 - Wytwórnia: Sutemos - Format: CD, digital download   |
| 2007 | Promo Release - Wydany: 2007 - Wytwórnia: Sutemos - Format: CD, digital download          |
| 2010 | Tear & Tie Remixes By IJO - Wydany: 2010 - Wytwórnia: Puta - Format: CD, digital download |